# Kōjo Denka no Kateikyōshi
Kōjo Denka no Kateikyōshi (公女殿下の家庭教師?) es una serie de novelas ligeras japonesas escritas por Riku Nanano. La serie se originó en el sitio web Kakuyomu en octubre de 2017 antes de publicarse en forma impresa con ilustraciones de Cura de Fujimi Shobo a partir de diciembre de 2018. Una adaptación al manga, ilustrada por Tamura Mutō, comenzó a serializarse en el sitio web Shōnen Ace Plus en septiembre de 2019. Una adaptación a la serie de televisión de anime producida por Studio Blanc se estrenó en julio de 2025.

## Personajes
Allen (アレン Aren?)
 Seiyū: Yuma Uchida (vomic), Yūto Uemura (anime)
Tina (ティナ?)
 Seiyū: Rina Hidaka (vomic), Hime Sawada (anime)
Ellie (エリー Erī?)
 Seiyū: Miyuri Shimabukuro (vomic), Kyōka Moriya (anime)
Lydia (リディヤ Ridiya?)
 Seiyū: Ikumi Hasegawa (anime)
Stella Howard (ステラ・ハワード Sutera Hawādo?)
 Seiyū: Inori Minase (anime)
Karen (カレン Karen?)
 Seiyū: Ami Maeshima (anime)
Lynne Leinster (リィネ・リンスター Ryine Rinsutā?)
 Seiyū: Miho Okasaki (anime)
Profesor (教授 Kyōju?)
 Seiyū: Kentaro Tone (vomic)
Graham (グラハム Gurahamu?)
 Seiyū: Mitsuki Nakamura (vomic)
Walter (ワルター Warutā?)
 Seiyū: Yū Wakabayashi (vomic)

## Contenido de la obra

### Novelas ligeras
La novela ligera fue escrita por Riku Nanano, Kōjo Denka no Kateikyōshi comenzó a publicarse en el sitio web de publicación de novelas Kakuyomu el 6 de octubre de 2017. Posteriormente, la serie fue adquirida por Fujimi Shobo, que comenzó a publicar la serie impresa con ilustraciones de Cura el 20 de diciembre de 2018. A julio de 2024, se han publicado 17 volúmenes.
En septiembre de 2021, J-Novel Club anunció que había obtenido la licencia de la serie para su publicación en inglés.

### Manga
Una adaptación al manga, ilustrada por Tamura Mutō, comenzó a publicarse en el sitio web Shōnen Ace Plus de Kadokawa Shoten el 13 de septiembre de 2019. A partir de febrero de 2024, los capítulos individuales de la serie se recopilaron en cuatro volúmenes tankōbon.
En la Anime Expo 2024, J-Novel Club anunció que también obtuvo la licencia de la adaptación al manga para su publicación en inglés.
| Volúmenes de manga publicados | Volúmenes de manga publicados | Volúmenes de manga publicados |
| Número                        | Fecha de lanzamiento          | ISBN                          |
| ----------------------------- | ----------------------------- | ----------------------------- |
| 1                             | 21 de julio de 2020           | ISBN 978-4-04-109454-9        |
| 2                             | 25 de septiembre de 2021      | ISBN 978-4-04-109455-6        |
| 3                             | 26 de abril de 2023           | ISBN 978-4-04-113036-0        |
| 4                             | 26 de febrero de 2024         | ISBN 978-4-04-114552-4        |

### Anime
El 14 de octubre de 2023, durante el evento de transmisión en vivo "Fantasia Bunko Daikanshasai Online 2023", se anunció una adaptación al anime. Más tarde se confirmó que será una serie de televisión que será producida por Studio Blanc y dirigida por Nobuyoshi Nagayama, con la dirección asistente de Kazuya Ishiguri, guiones escritos por Megumi Shimizu, personajes diseñados por Akiko Toyoda y música compuesta por Kei Haneoka. La serie se estrenó el 6 de julio de 2025 en Tokyo MX y otras cadenas. El tema de apertura es "Wish for You" interpretado por Ami Maeshima, mientras que el tema de cierre es "Shōjo no Susume" interpretado por Miho Okasaki. Crunchyroll obtuvo la licencia de la serie en América del Norte, América Central, América del Sur, Europa, África, Oceanía, Oriente Medio, CEI, subcontinente indio y Sudeste Asiático. Muse Communication obtuvo la licencia de la serie en el Sudeste Asiático.

## Recepción
Rebecca Silverman de Anime News Network elogió a los personajes y aspectos de la trama, al tiempo que criticó las "escenas casi loli". Silverman concluyó su reseña diciendo que "[la serie] no es mala, [simplemente] tampoco es tan buena". Sean Gaffney de A Case Suitable for Treatment elogió la historia, aunque Gaffney también sintió que sus elementos de harén eran "incómodos".
En la encuesta Next Big Light Novels de BookWalker, la serie ocupó el quinto lugar en la lista de bunkobon en 2019. La serie tiene 200.000 copias en circulación.